# 三島村 (愛媛県北宇和郡)
三島村（みしまむら）は、1955年（昭和30年）まで愛媛県北宇和郡にあった村であり、現在の鬼北町の北東部の山村である。
昭和の大合併で1955年（昭和30年）に広見町となり、地方自治体としての歴史は閉じた、さらに2005年（平成1年）に平成の大合併で鬼北町となり、現在に至っている。
地域名としての「三島」は小学校の名などに継承されている。

## 地理
現在の鬼北町の北東部。広見川の流域。北には御在所山（915メートル）、南には戸祗御前山（とぎごぜんざん、946メートル）と、南北を900メートル級の山々にはさまれた山村。四万十川の支流の一つである広見川が、日吉村から流れ込み、村内を蛇行しつつ安森川や下大野川などの支流の流れを集めつつ西流し、西の泉村へと流れ出ている。
東と南を日吉村に、西を山地で愛治村に、また広見川に沿って泉村に接する。北は御在山とその西に連なる500メートルを超える山々で魚成村との境をなしている。
小松付近には小規模ながら広見川の支流による扇状地も形成されている。村の中心近くの三島小学校付近で標高160メートル。

## 地域・社会

### 地域・集落
明治の合併前の村である、広見（ひろみ）、久保（くぼ）、下大野（しもおおの）、小松（こまつ）、延川（のぶかわ）、川上（かわかみ）の6箇村がそのまま大字となり、広見町となってからも続き、鬼北町になってからも続き現在に至る（表記例: 鬼北町大字小松）。
大半の集落は広見川の河畔に形成され、上流から下流に向かって、川上、延川、小松、久保、広見の順。下大野は広見川から枝分かれした支流・下大野川の流域で、集落はさらにいくつかに分かれる。広見川やその支流に沿って小規模ながら谷底平地が形成され、水田耕作が営まれている。
中心と言えるのは小松で、役場、学校、診療所、郵便局、駐在所など公共施設も当地区に集中していた。
御開山は大字としては下大野に属するが、魚成村との境界をなす標高540ないし550メートルの高原に畜産のために開かれた地である。かつては当地域に小学校の分校もあり、1964年（昭和39年）には児童数24名を数え、1970年（昭和45年）には学級数増とあるが、広見町となってから後の1977年（昭和52年）に廃校となる。

### 人口
- 明治37年　657戸、3679人
- 大正10年　672戸、3683人
- 昭和15年　3616人
- 昭和25年　4736人

### 行政
役場
大字小松に置かれていた。
歴代村長

### 学校
小学校　現存1校（分校が2校あったが、広見町の時期に統合した）
- 三島小学校 - 現存

もともとは大字小松清詰にあったが、中学校が統合した後に跡地に移転。
- 川上分校 - 1920年（大正9年）川上尋常小学校を合併、川上分教場となった。1967年（昭和42年）本校に統合。
- 御開山分校 - 1977年（昭和52年）統合。

中学校　旧村内には現存しない（広見町の時期に統合、町内1校となる）
- 三島中学校

1972年（昭和47年）北宇和・泉・愛治・三島の3校が統合して新たに広見中学校となる。校地は現在の三島小学校の校地となる。

## 歴史
中世
- 小松の名は既に南北朝の頃から見られる。
- 戦国時代には魚成氏の支配下にあったものとみられる。

藩政期
- はじめ宇和島藩領。
- 後に伊予吉田藩に領地替え。
- 1847年（弘化4年） - 小松・久保・延川の3箇村の農民が庄屋の圧政に抗議し騒動（奥三ヵ村騒動）。
- 1853年（嘉永6年） - 村方騒動。

明治以降
- 1881年（明治14年） - 下大野郵便局開局。
- 1889年（明治22年）12月15日 - 町村制・市制施行時に、の6箇村の合併により三島村となる。
- 1926年（昭和元年）- 大字小松で労農党が演説会開催。
- 1927年（昭和2年） - 新谷製糸場で賃金不払いを糾弾するストライキ発生。
- 1929年（昭和4年） - 大和製糸でストライキ発生。
- 1950年（昭和25年） - 三島診療所開設。
- 1952年（昭和27年） - 三島郵便局開局。
- 1955年（昭和30年）3月31日 - 近永町、好藤村、愛治村、泉村との1町4村での合併により広見町となる。

```
三島村の系譜
（町村制実施以前の村）（明治期）　　（昭和の合併）　（平成の合併）
　　　　　　　　　　　町村制施行時
広見　　━━┓
下大野　━━┫
小松　　━━╋━━━　三島村　━━━━━┓
久保　　━━┫　　　　　　　　　　　　　┃
延川　　━━┫　　　　　　　　　　　　　┃
川上　　━━┛　　　　　　　　　　　　　┃
　　　　　　　　　　　　　　　　　　　　┃　　　あ
　　　　　　　　　　　近永町　━━━━━╋━　広見町　━┳━┓
　　　　　　　　　　　好藤村　━━━━━┫　　　　　　　┃　┃　　う
　　　　　　　　　　　愛治村　━━━━━┫　　　　　　　┃　┣━━　鬼北町
　　　　　　　　　　　　泉村　━━━━━┛　　　　　　　い  ┃
　　　　　　　　　　　　　　　　　　　　　　　　　　　　　　┃
　　　　　　　　　　　　　　　　　　　　　　日吉村　━━━━┛

あ - 昭和30年3月31日、合併
い - 昭和33年8月1日、大字是延を三間町へ境界変更
う - 平成17年1月1日、合併
（注記）近永町以下の合併前の系譜及び日吉村の合併以前の系譜はそれぞれの記事を参照のこと。

```

## 産業
農業
米、麦、栗、桑などを産する。養蚕が盛んな地であった。
工業
製糸工場があった。その他小規模ながら製材所。
商業
大字小松に小規模ながら商店街を形成していた。

## 交通
道路
広見川に沿って村内を東西に縦貫し、東は日吉村から西は近永町、さらには宇和島まで通じる街道が村外と結ぶ幹線道路であった（今日の国道320号）。
鉄道
当地には鉄道は通っていない。

## 名所
- 小松善光寺薬師堂
- 安森洞 - そうめん流しで知られる